# Thüringer Holzland
Das Thüringer Holzland ist ein Hügelland mit Höhenlage zwischen 200 und 400 Metern im Osten von Thüringen, gelegen etwa zwischen Jena im Westen und Gera im Osten. Aufgrund der relativ unfruchtbaren Böden der Saale-Elster-Sandsteinplatte wurde es nicht durch Rodung in Ackerflächen umgewandelt, sodass sich ausgedehnte Waldgebiete erhalten haben, die intensiv forstwirtschaftlich genutzt werden. Es ist Namensgeber des Saale-Holzland-Kreises, dessen südöstlichen Teil es einnimmt. Zentrum des Holzlandes sind die benachbarten Orte Hermsdorf und Bad Klosterlausnitz, angrenzende Landschaften das Saaletal im Westen, die Ackerflächen des Zeitzer Lössgebiets im Norden, das Elstertal im Osten und die Orlasenke im Süden.

## Geographische Lage
Das Thüringer Holzland liegt zwischen den Städten Eisenberg, Stadtroda und Gera bzw. zwischen den Flüssen Saale, Weiße Elster und der Orlasenke. Hermsdorf stellt gemeinsam mit Bad Klosterlausnitz das Zentrum des Thüringer Holzlandes dar.
Ursprünglich bestand es aus diesen 9 Orten: Bad Klosterlausnitz, Hermsdorf, Oberndorf, Kraftsdorf, Reichenbach, Schleifreisen, Sankt Gangloff, Tautenhain und Weißenborn.
→ für Übersicht von Bergen/Erhebungen siehe Absätze (Östliche) Jenaer Scholle und Saale-Elster-Sandsteinplatte des Artikels Liste der Berge in Thüringen

## Beschreibung und Geschichte
Der Waldreichtum der Landschaft entspringt den eher unfruchtbaren Böden, die sich aus den Sandsteinen des Buntsandsteins, die das Gebiet aufbauen, entwickelt haben. Für die Landwirtschaft ist das Holzland daher nur bedingt nutzbar.
Dem Holzreichtum der Gegend entsprechend gab es dort die früher typischen Berufe wie Leitermacher, Pechschmied, Muldenhauer etc. recht häufig, weshalb das Gebiet nicht selten als Leiterland bezeichnet wird. Ende des 19. Jahrhunderts kam die Porzellanindustrie (Industrie in Hermsdorf mit Haushaltporzellan vor allem in Reichenbach) hinzu. Nach 1989 kam es zu einer Vielzahl von Ausgründungen aus den Keramischen Werken Hermsdorf (KWH) (ab 1990 Tridelta) und etlichen Neugründungen von Firmen der Keramik, Mikroelektronik, Mikromechanik, Pulvermetallurgie und des Industrieservice.
Seit vielen Jahren wird das Thüringer Holzland als Naherholungsgebiet der Region Ostthüringen und darüber hinaus genutzt. Bei schönem Wetter wandern Touristen in kleinen und großen Gruppen durch den Zeitzgrund oder das Eisenberger Mühltal. Die Mühlen wurden zum großen Teil in öffentliche Gaststätten umgebaut und die Wege größtenteils saniert.
Durch das Holzland verläuft die Bahnstrecke Weimar-Gera (Weimar, Jena, Stadtroda, Hermsdorf–Klosterlausnitz, Gera). Sie verläuft von West nach Ost und wird im Volksmund auch „Holzlandbahn“ genannt.